# 한지원 (2002년)
한지원(2002년 7월 16일 ~ )은 대한민국의 배우이다.

## 학력
- 2015년 ~ 2018년 원촌중학교
- 2018년 ~ 서울공연예술고등학교 연극영화과

## 출연

### 방송

#### 드라마
- 2017년 MBC 《20세기 소년소녀》 - 어린 장영심 역 (이상희 아역)

### 영화
- 2017년 《청년경찰》 - 납치여고생 지원 역